# Oakford
Oakford é uma vila localizada no estado americano de Illinois, no Condado de Menard.

## Demografia
Segundo o censo americano de 2000, a sua população era de 309 habitantes.
Em 2006, foi estimada uma população de 299, um decréscimo de 10 (-3.2%).

## Geografia
De acordo com o United States Census Bureau tem uma área de
0,6 km², dos quais 0,6 km² cobertos por terra e 0,0 km² cobertos por água. Oakford localiza-se a aproximadamente 159 m acima do nível do mar.

## Localidades na vizinhança
O diagrama seguinte representa as localidades num raio de 20 km ao redor de Oakford.